# Helophora orinoma
Helophora orinoma är en spindelart som först beskrevs av Chamberlin 1919.  Helophora orinoma ingår i släktet Helophora och familjen täckvävarspindlar. Inga underarter finns listade i Catalogue of Life.